# Lope Garcia de Castro
Lope Garcia de Castro (ur. 1516, zm. 8 stycznia 1576 w Madrycie) – hiszpański administrator kolonialny, gubernator Peru, członek Rady Indii.
Lope Garcia de Castro był prawnikiem, profesorem na uniwersytecie w Salamance. W 1563 roku został wysłany do Panamy jako przedstawiciel Rady Indii jako sędzia Gwatemali. W latach od 2 września 1564 do 26 listopada 1569 był przewodniczącym audiencji Panamy w Limie i gubernatorem (wicekrólem) Peru. Po utracie urzędu współpracował z wicekrólem Francisco de Toledą oraz został członkiem Rady Indii.
Jako wicekról, García de Castro, zorganizował i wysłał wyprawę na zachód w celu zbadania, mitycznych dotychczas wysp Pacyfiku Hahuachimbi i Ninachumbi znanych z opowieści Inków. W liście do króla Filipa II Hiszpańskiego pisał o ekspedycji złożonej z dwóch statków z załogą 100 marynarzy i o dowódcy Álvaro de Mendaña de Neyra. Wyprawa zakończyła się sukcesem odkrywając wyspy Wake i Wyspy Salomona.
W 1567 roku wysłał kolejna wyprawę pod dowództwem kapitana Martín Ruiz de Gamboa w celu opanowania wyspy Chiloé (Chile). Tam Gamboa założył miasto Viceroy García de Castro.